# 피콜레피도지아 엑시구아
피콜레피도지아 엑시구아(Phycolepidozia exigua)는 망울이끼목에 속하는 우산이끼류의 일종이다. 피콜레피도지아과(Phycolepidoziaceae)와 피콜레피도지아속(Phycolepidozia)의 유일종이다.